# Districtul Boghni
Boghni este un district din provincia Tizi-Ouzou, Algeria.